# Opowieść niezgaszonego księżyca
Opowieść niezgaszonego księżyca (oryg. ros. Повесть непогашенной луны) – opowiadanie Borysa Pilniaka wydane po raz pierwszy na łamach gazety Nowy Świat (ros. Nowyj Mir, Новый Мир) w 1927. 

## Treść
Komandarm Nikołaj Iwanowicz Gawriłow, były robotnik tkacki i doświadczony działacz partii bolszewickiej, przyjeżdża razem ze swoim przyjacielem Aleksiejem Popowem (również działaczem), do Moskwy. Otrzymał partyjne polecenie, by poddać się operacji żołądka w związku z chorobą wrzodową, na jaką cierpiał. Czując się lepiej od pewnego czasu, Gawriłow boi się operacji. Mimo tego po konsylium lekarskim, które potwierdza konieczność jej przeprowadzenia, zgadza się. Wieczorem w budynku WKP(b) nieznany z nazwiska jej działacz, "człowiek, który się nie garbił", dyktuje sekretarce swoje rozważania nad światową polityką, tymczasem Gawriłow, pełen złych przeczuć, bawi się z córeczką przyjaciela. Popow opowiada mu o swoich osobistych problemach. 
Następnego dnia ma miejsce operacja. Ku zdumieniu przeprowadzającego ją lekarza Łozowskiego, okazuje się być niepotrzebna, gdyż wrzody żołądka były bliskie zagojenia się. Z kolei pacjent okazuje się być uczulony na chloroform i mimo prób ratowania go umiera. Informację o tym Łozowski przekazuje „człowiekowi, który się nie garbił”, a ten pojawia się w szpitalu, by po raz ostatni spojrzeć na zmarłego. Po uroczystym pogrzebie komandarma Popow czyta pozostawiony przez niego bilecik. Gawriłow pisał w nim, by ożenił się z wdową po nim, gdy umrze - był przekonany, że nie przeżyje wymuszonej operacji. Nad miastem wciąż świeci tytułowy księżyc. 

## Geneza i cechy utworu
Opowieść niezgaszonego księżyca została najprawdopodobniej oparta na wydarzeniach związanych ze śmiercią komisarza ludowego spraw wojskowych, Michaiła Frunzego, zmarłego po operacji żołądka wykonanej na polecenie Stalina. Pilniak, prawdopodobnie chcąc uniknąć kłopotów związanych z poruszeniem tego tematu, zaprzeczał jednak we wstępie do utworu, jakoby chciał pisać o Frunzem. Jego słowa są jednak kwestionowane w świetle późniejszych wypowiedzi autora, krytykującego biurokratyzację partii bolszewickiej i tym samym pośrednio Stalina. 
Opowiadanie wpisuje się w ogólne tendencje w twórczości pisarza, który mimo deklarowanych sympatii komunistycznych utrzymywał również, że literatura powinna zostać apolityczna i przekazywać możliwie kompletny obraz wydarzeń znanych pisarzowi. Utwór nie wartościuje zatem działań żadnego z bohaterów. O ile jednak biografia Gawriłowa zostaje opisana w sposób możliwie kompletny - poprzez retrospekcje i rozmowy z Popowem - o tyle reprezentujący biurokratyzującą się partię „człowiek, który się nie garbił” (utożsamiany ze Stalinem) jest przedstawiany w sposób maksymalnie oszczędny, zaś jego działania nie są w żaden sposób komentowane. Krytyka późniejsza łączyła dzieło z nurtem obecnym w literaturze radzieckiej lat 20., który nie podejmował jeszcze ocen działania całego systemu porewolucyjnego, a jedynie starał się ukazać pewne jego mechanizmy, na podstawie jednostkowych sytuacji. 
Równocześnie Opowieść niezgaszonego księżyca łączy się z drugim nurtem twórczości Pilniaka - refleksją nad relacjami pomiędzy naturą a jednostką ludzką, postępem technicznym a pierwotnym porządkiem rzeczy. W tym kontekście przeczucie śmierci, jakie towarzyszy Gawriłowowi, staje się nie rezultatem podejrzenia spisku politycznego, a ludzkim fatalizmem, obecnym również u innych bohaterów Pilniaka. Jego śmierć jest zaś naturalną koleją rzeczy w systemie, który złamał naturalną zasadę nienaruszalności życia drugiego człowieka. Dlatego w opowiadaniu wielokrotnie przywoływana jest wojenna przeszłość głównego bohatera nie w kontekście jego czynów wojennych, a łatwości, z jaką rozporządzał ludzkim życiem. W scenie rozmowy radzieckich dowódców wojskowych najczęściej powraca nie kwestia zwycięskich bitew, ale właśnie ludzi, którzy z rozkazu Gawriłowa brali udział w ciężkich starciach i ginęli. Podkreśla to również wielokrotnie przypominany motyw krwi; Gawriłow obsesyjnie powtarza, iż Tołstoj (którego książkę Dzieciństwo czyta Popow) wiedział, co to krew, są to jego ostatnie słowa skierowane do przyjaciela przed operacją. W ten sposób utwór staje się krytyką zbiurokratyzowanego systemu z pozycji obrony naturalnego porządku rzeczy, któremu przeciwstawia się bezosobowa, oderwana od społeczeństwa partia - jej przedstawiciel w utworze nie ma imienia, porusza się „wśród papierów i formułek”.

## Recepcja
Opowieść niezgaszonego księżyca została natychmiast po publikacji uznała za utwór antypartyjny, a wszystkie egzemplarze Nowego Świata skonfiskowane. Pilniak, zaatakowany m.in. przez swojego dotychczasowego przyjaciela Maksyma Gorkiego, musiał ostatecznie złożyć samokrytykę na łamach pisma. Została ona przyjęta, jednak kontrowersje związane z opowiadaniem wróciły w dziesięć lat później i przyczyniły się do oskarżenia pisarza o trockizm, a w rezultacie do jego aresztowania i w konsekwencji tragicznej śmierci.

## Ekranizacja
Opowieść niezgaszonego księżyca została zekranizowana w 1990 przez Jewgienija Cymbała. W roli komandarma Gawriłowa wystąpił Władimir Stiekłow.